# Trò chơi điện tử một người chơi

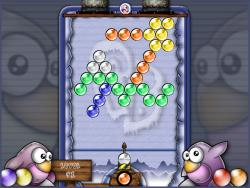
Trò chơi điện tử một người chơi

Trò chơi điện tử một người chơi (tiếng Anh: single-player video game) là một trò chơi điện tử (game) chỉ có một người chơi duy nhất xuyên suốt quá trình chơi game. "Game chơi đơn" thường dùng để chỉ một trò chơi mà chỉ có thể được chơi bởi một người, trong khi "chế độ chơi đơn" thường dùng để chỉ một chế độ chơi đặc biệt được thiết kế dành cho một người chơi duy nhất, mặc dù game còn chứa các mục chơi có thể được chơi bởi nhiều người chơi cùng lúc. Đại đa số các game console và game arcade hiện nay đều được thiết kế dành cho một người chơi duy nhất; dù nhiều game trong số này có những mục cho phép hai hoặc nhiều người chơi (không nhất thiết phải đồng thời), rất ít trò thực sự cần nhiều hơn một người chơi đối vơi game được chơi. Dòng game Unreal Tournament là một ví dụ như vậy. Những ví dụ nổi tiếng của dạng game này bao gồm dạng game hành động phiêu lưu như The Legend of Zelda, game platform như dòng Mario và Sonic the Hedgehog, những game dạng hành động lén lút như dòng Metal Gear, kinh dị sinh tồn như Resident Evil, Outlast và Silent Hill, và thể loại bắn súng góc nhìn thứ nhất như Doom, Half-Life và Deus Ex.

## Lịch sử
Những video game sớm nhất như Tennis for Two (1958), Spacewar! (1962) và Pong (1972) đều là những trò chơi mang tính đối xứng được hiết kế dành cho hai người chơi. Các game chơi đơn trở nên nổi tiếng chỉ về sau này với những tựa game đầu tiên như Speed Race (1974) và Space Invaders (1978). Lý giải điều này, theo Raph Koster là nhắm đến sự kết hợp của nhiều yếu tố: máy tính và giao diện ngày càng tinh vi hơn và khiến cho lối chơi trở nên không đối xứng, lối chơi cộng tác và cốt truyện được phát trong một khung hình chơi, cùng với thực tế là phần lớn các game thủ thuở ban đầu đều thu mình vào trong các loại cá tính (theo trắc nghiệm tính cách Myers-Briggs). Dù phần lớn các game hiện nay đã tích hợp yếu tố chơi đơn như là phần cốt lõi hoặc là một trong nhiều chế độ chơi khác nhau, chơi đơn hiện đang được ngành công nghiệp trò chơi điện tử nhìn nhận như là thuộc về ngoại vi của tương lai game, với chủ tịch Electronic Arts Frank Gibeau nói rằng ông không bằng lòng một tựa game được phát triển chỉ có mỗi phần chơi đơn.

## Yếu tố trò chơi
Khi câu chuyện và xung đột trong lối chơi đơn do máy tính tạo ra chứ không phải một đối thủ là người chơi, game chơi đơn có thể cung cấp những kinh nghiệm chơi game nhất định mà thường vắng mặt hoặc tái nhấn mạnh trong trò chơi điện tử nhiều người chơi. Cần lưu ý rằng có một ngoại lệ là các yếu tố trò chơi không phải lúc nào cũng có những quy tắc cố định chắc chắn; những game thuộc thể loại giải đố chơi đơn như Tetris hay các game đua xe tập trung thẳng vào lối chơi riêng biệt.

### Cốt truyện
Game chơi đơn dựa nhiều hơn vào câu chuyện hấp dẫn để thu hút người chơi vào việc trải nghiệm và tạo ra một cảm giác bỏ công sức đầu tư. Con người không thể đoán trước, vì vậy mà người chơi - đồng minh hay kẻ thù -  thể trông cậy để thực hiện một câu chuyện đi theo một hướng cụ thể, và các game nhiều người chơi này có xu hướng co tập trung nhiều vào một câu chuyện tuyến tính. Ngược lại, nhiều game chơi đơn được xây dựng xung quanh một câu chuyện hấp dẫn.

### Nhân vật
Trong khi một trò chơi điện tử mot.hai.ba  người chơi thì dựa vào sự tương tác giữa người với người cho những xung đột của ps5, và tạo cho ngươi chơi một cảm giác của tình bằng hữu. một game chơi đơn phải xây dựng những điều thiet  giả. Như vậy, game chơi đơn yêu cầu đặc tính sâu sắc hơn về nhân vật NPC của mình để tạo ra các kết nối giữa người chơi và các nhân vật đầy thiện cảm và để phát triển mối ác cảm sâu sắc hơn về phía khog nhân vật phản diện của trò chơi. Đây là điển hình thực sự của thể loại game nhập vai (RPG), như Dragon Quest và dòng game Final khong Fantasy, mà chủ yếu là nhân vật do người chơi that gia điều khiển được.